# Dzień Radia
Dzień Radia – polskie święto obchodzone corocznie 11 kwietnia w celu podkreślenia roli radia w codziennym życiu społeczeństwa.

## Historia
Oficjalną datą powstania polskiej radiofonii jest 18 kwietnia 1926. Ważnym posunięciem do jej rozwoju było uchwalenie w dniu 11 kwietnia 1923, przez Stowarzyszenie Radiotechników Polskich (SRP), dokumentu „Opinia zarządu SRP w sprawie wytycznych do ustawy radiotelegraficznej”. W czerwcu tego samego roku wpłynął do Sejmu RP projekt ustawy opracowany przez Ministerstwo Poczt i Telegrafów, a 3 czerwca 1924 ustawa została podpisana.

## Obchody na świecie

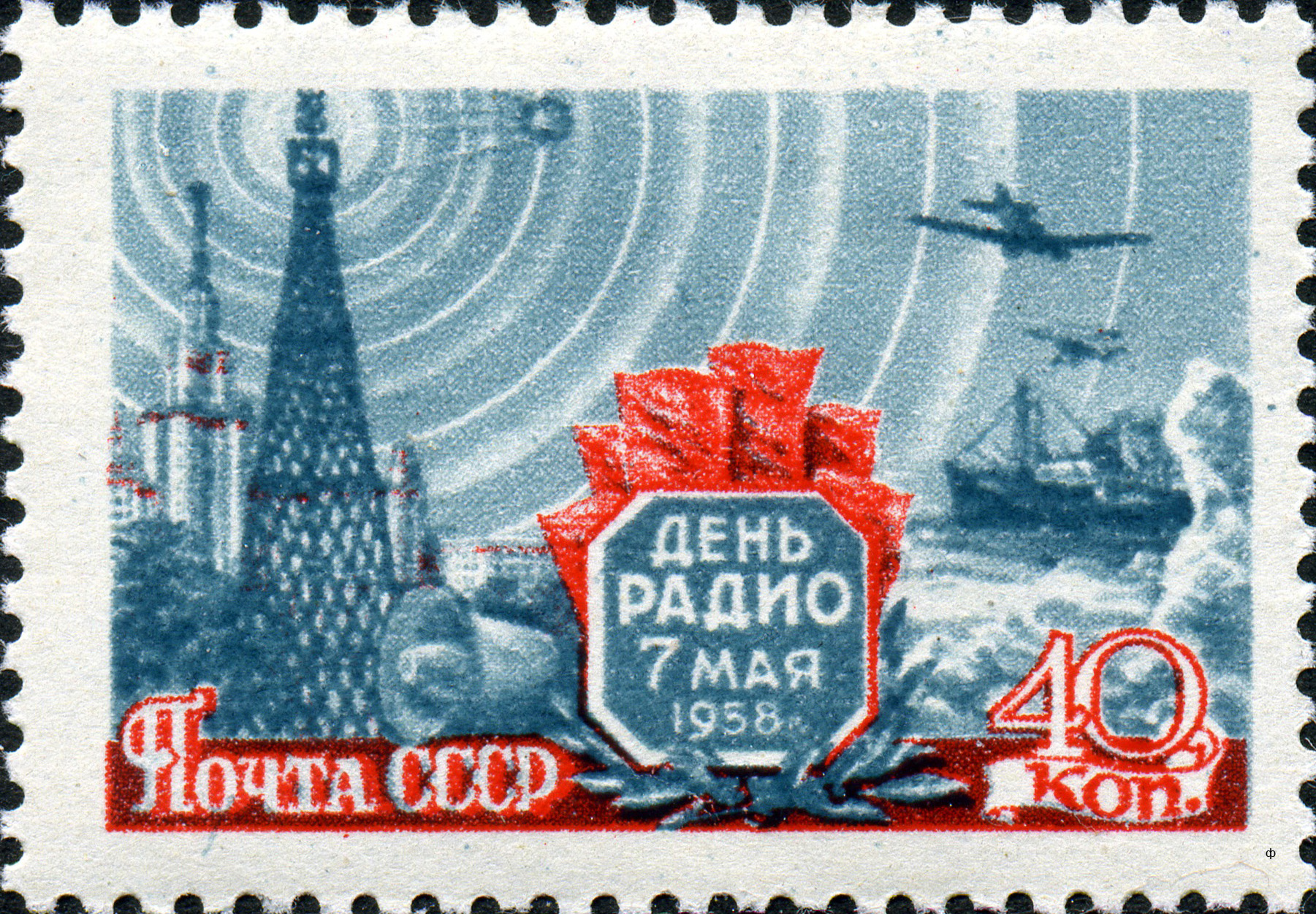
Dzień Radia w ZSRR (1958) upamiętniony na znaczku pocztowym

- Rosja – obchody 25 kwietnia/7 maja[b] od 1945. Święto upamiętnia zaprezentowanie pierwszego radioodbiornika w Rosji w 1895 przez Aleksandra Popowa[4].

- Malezja – obchody 9 września zainaugurowane w 2009 przez Commercial Radio Malaysia (CRM)[5].

- Międzynarodowe – Światowy Dzień Radia obchodzony 13 lutego od 2012 z inicjatywy Hiszpanii, proklamowany przez UNESCO.

- Ukraina – oficjalne święto zawodowe pracowników radia i telewizji obchodzone 16 listopada od 1994, ustanowione przez prezydenta Łeonida Kuczmę[6].

- Holandia – 1 czerwca 2011 w Mediapark w Hilversum został po raz pierwszy zorganizowany Dzień Radia (DeRadioDag), który został poświęcony rozwojowi dyscyplin radiowych[7]. Od 34 lat jest każdego roku organizowany Holenderski Dzień Radia (The Annual Dutch Radio Day) dla specjalistów i entuzjastów offshore radio[8], czyli stacji radiowych nadających ze statków lub obiektów morskich zlokalizowanych na pełnym morzu.